# Skafander kosmiczny

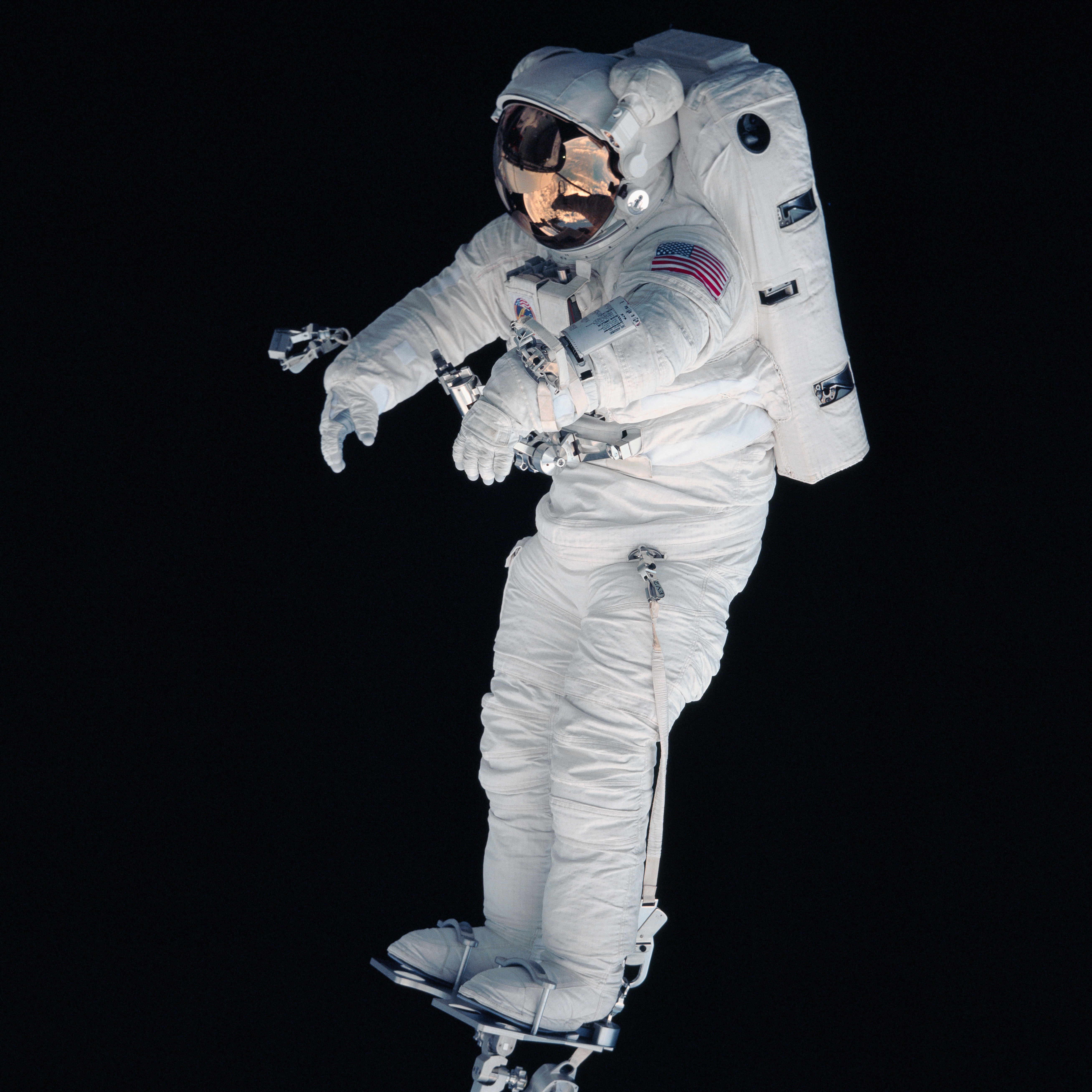
Amerykański astronauta ubrany w skafander kosmiczny EMU

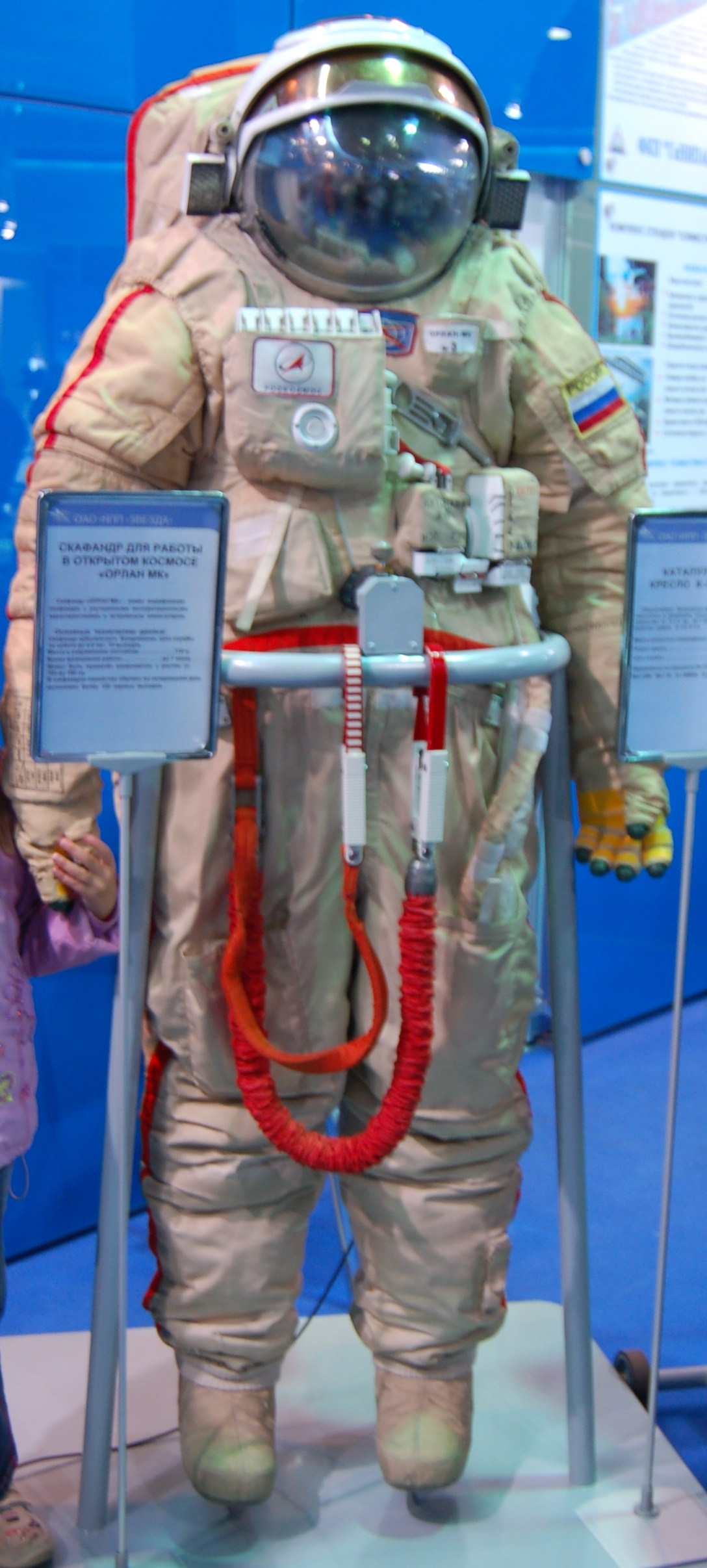
Rosyjskie skafandry różnią się od amerykańskich beżowym kolorem i dużo większą szybką chroniącą twarz

Skafander kosmiczny – specjalny strój wraz z dodatkowym oprzyrządowaniem umożliwiający bezpieczne wyjście i pracę człowieka w przestrzeni kosmicznej.
Skafandry kosmiczne chronią astronautów, kiedy wychodzą poza statek kosmiczny. Zewnętrzne powłoki skafandra kosmicznego chronią przed szkodliwym promieniowaniem słonecznym oraz przed poruszającymi się z olbrzymią prędkością cząstkami pyłu kosmicznego, zwanego mikrometeoroidami. Powinny być białe, aby zminimalizować nagrzewanie się od Słońca. Przezroczysty, plastikowy hełm również chroni przed promieniowaniem i mikrometeoroidami.
Wewnątrz hełmu krąży tlen, żeby zapobiec zaparowaniu przyciemnionej osłony na twarz. Środkowe warstwy skafandra kosmicznego są nadmuchane jak balon i wywierają nacisk na ciało astronauty. To zastępuje ciśnienie atmosferyczne, którego w kosmosie nie ma. Wewnętrzna podszewka skafandra posiada rurki z wodą, żeby ogrzewać lub chłodzić ciało astronauty. Plecak zawiera zapas powietrza do oddychania oraz urządzenia podtrzymujące życie. Zapasu tlenu znajdującego się w zbiornikach wystarcza nawet na około 7 godzin oddychania. Rękawice mają silikonowo-gumowe palce, które umożliwiają astronaucie kontakt dotykowy z przedmiotami, narzędziami. Skafander wyposażony jest także w rurkę dostarczającą napoje oraz inną, do której zbierany jest mocz.
Koszt skafandra kosmicznego stanowi wydatek rzędu kilkunastu milionów dolarów, z czego około 70% pochłaniają koszty plecaka i panelu sterowania.
Amerykańskie skafandry składają się z wielu elementów. Skafandry rosyjskie są jednoelementowe: wchodzi się do nich przez właz w plecach.